# Улица Камова
Улица Ка́мова — улица в Восточном административном округе города Москвы на территории района Косино-Ухтомский.

## Происхождение названия
Улица названа в память авиаконструктора Н. И. Камова (1902—1973). Его имя носит Ухтомский вертолётный завод, рядом с которым располагается улица. До 1974 года носила название «Совхозная улица». Улица Камова вошла в состав Москвы 11 декабря 1985 года.

## Описание
Улица проходит между Поселковой улицей и улицей 8 Марта в Люберцах, пересекает Совхозный переулок. Нумерация домов начинается от Поселковой улицы. На улице 58 домов.

## Учреждения и организации
По нечётной стороне:
- дом 11 — Автосервис «Кватро»
- дом 31 — Санаторий
- дом 35 — Столярные работы «Ковчег-Мебель»

По чётной стороне:
- дом 2 — Храм в честь иконы Божией Матери Споручница грешных
- дом 30 — Люберецкий водоканал Насосная станция № 2-5

## Общественный транспорт

### Метро
В 1,3 км к северу от улицы расположена станции метро «Лермонтовский проспект» и «Косино», на расстоянии 1,5 км к северу от улицы станция метро «Улица Дмитриевского».

### Железнодорожный транспорт
Железнодорожная платформа Ухтомская Казанского направления МЖД и платформа Косино Казанского направления МЖД.

### Автобусы
По улице на всём протяжении проходит 1 автобусный маршрут:
- 747:  Выхино — Улица Камова